# Wild Orchid (groupe)
Pour les articles homonymes, voir Wild Orchid.
Wild Orchid était un groupe américain composé de Stefanie Ridel, Renee Sandstrom et Stacy Ferguson (Fergie), toutes les deux ayant déjà participé au groupe Kids Incorporated. Le groupe commença en 1991 et se sépara après une baisse de popularité en 2003. Seule Stacy Ferguson put se reconvertir avec le groupe les Black Eyed Peas.
Wild Orchid a été nommé plusieurs fois aux évènements musicaux[réf. souhaitée], mais n'a jamais gagné de prix.

## Discographie

### Albums
- 1996 : Wild Orchid
- 1998 : Oxygen
- 2001 : Fire
- 2003 : Hipnotic

### Compilations
- 2006 : Talk to Me: Hits, Rarities & Gems